# Sainte-Croix-Volvestre
Sainte-Croix-Volvestre är en kommun i departementet Ariège i regionen Occitanien i södra Frankrike. Kommunen ligger  i kantonen Sainte-Croix-Volvestre som ligger i arrondissementet Saint-Girons. År 2022 hade Sainte-Croix-Volvestre 652 invånare.

## Befolkningsutveckling
Antalet invånare i kommunen Sainte-Croix-Volvestre
Referens: INSEE